# 유유 (진정효왕)
진정효왕 유유(眞定孝王 劉由, ? ~ 기원전 50년? 기원전 39년?)은 중국 전한의 황족 · 제후왕으로, 진정열왕 유언의 아들이다. 진정열왕 18년(기원전 72년)에 아버지가 죽자 그 뒤를 이어 진정왕이 되었고, 진정효왕 33년(기원전 39년) 혹은 진정효왕 22년(기원전 50년)에 죽어 아들 진정안왕 유옹이 뒤를 이었다.
진정효왕 11년(기원전 61년), 거향(蘧鄕)에 작은아버지 유선이 봉해져 진정국에서 이탈했다.